# Erfaanvallen in Zuid-Afrika
Erfaanvallen in Zuid-Afrika (Afrikaans: plaasmoorde) zijn gewelddadige misdrijven, waaronder moord, mishandeling en beroving die plaatsvinden op boerderijen in Zuid-Afrika. De aanvallen vinden meestal plaats op boerderijen in het eigendom van blanke Afrikaners, hoewel zwarte boeren ook slachtoffer zijn geworden van dergelijke aanvallen. Een claim die door extreemrechts vaak wordt gemaakt is dat deze erfaanvallen indicatief zijn voor een complot tegen het 'blanke ras', of tenminste dat er een racistisch motief zou zijn voor de moorden. Er is geen adequaat bewijs voor de notie dat blanke boeren een grotere kans hebben dan zwarte boeren om slachtoffer te worden van een erfaanval.

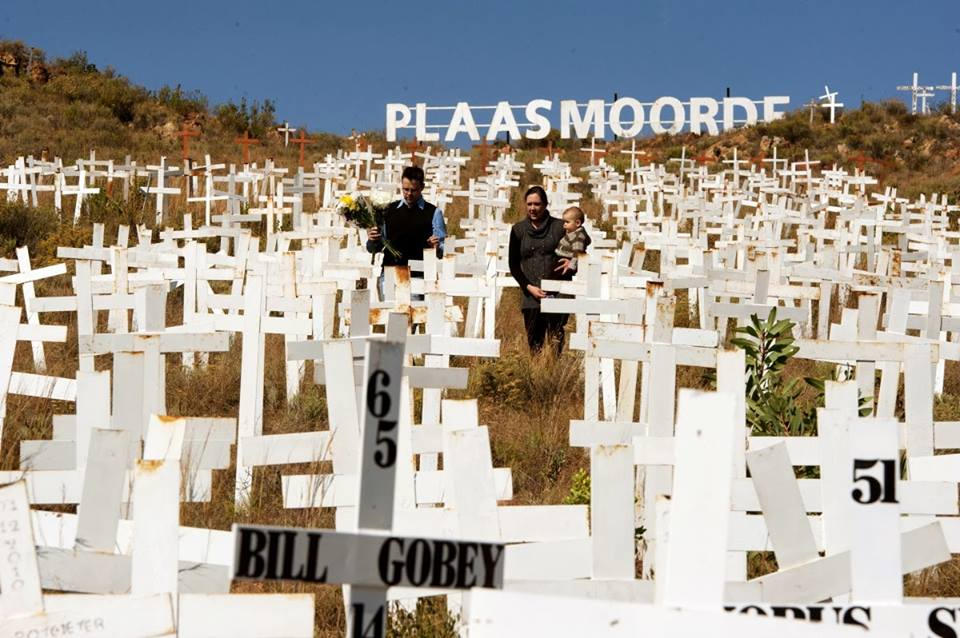
Monument waarbij kruisen zijn geplaatst voor elke vermoorde persoon.

Volgens de Zuid-Afrikaanse regering vonden er tussen 2013 en 2017 jaarlijks ongeveer 58 tot 74 moorden op boerderijen plaats in Zuid-Afrika; op een jaarlijkse 20 000 moorden in het gehele land. Deze cijfers komen overeen met die van de Transvaal Agricultural Union, een Zuid-Afrikaanse boerenvakbond die vooral uit Afrikaners bestaat.

## Definitie
De Afrikaanse term “plaasmoorde” betekent letterlijk erfmoorden. Het Afrikaanse woord "plaas" is een verbastering van het Nederlandse woord plaats en het wordt naar het Nederlands vertaald als boerderij. Hierbij moet men dan denken aan de grond waar de boerderij op gebouwd is, want het Afrikaanse woord voor boerderij is "boerdery".
De Zuid-Afrikaanse politie heeft het verschijnsel van erfaanvallen gedefinieerd en gebruikt hiervoor de Engelse term “farm attacks”. De definitie luidt als volgt:
”Attacks on farms and smallholdings refer to acts aimed at the person of residents, workers and visitors to farms and smallholdings, whether with the intent to murder, rape, rob or inflict bodily harm. In addition, all actions aimed at disrupting farming activities as a commercial concern, whether for motives related to ideology, labour disputes, land issues, revenge, grievances, racist concerns or intimidation, should be included”
Deze Engelse definitie sluit echter de term “social fabric crimes” uit, de misdaden die door leden van de boerengemeenschap jegens een ander lid plaatsvinden. Toch was een lid van de Veiligheid en Beschermingscommissie van de provincie Mpumalanga – Dina Pule – het oneens met deze definitie. Volgens haar is dit enkel de juiste definitie wanneer het om het leven brengen van de persoon het enige motief is.
Ook Human Rights Watch heeft het gebruik van de term afgekeurd. Volgens hen wordt door het gebruiken van die term het idee gewekt dat om een militaire of terroristische misdaad gaat.

## Meningen

### Afrikaner boeren
De omvang van het probleem zou volgens het Vrijheidsfront Plus er op kunnen wijzen dat zekere delen van Zuid-Afrika reeds in een toestand van een laag intensieve burgeroorlog verkeren. Ook zou de ANC-Jeugdliga door middel van stimulering van geweldpleging een boodschap aan de regering willen sturen om het proces van landhervorming te versnellen.
De Zuid-Afrikaanse regering werd door Afrikaner belangenbewegingen meermaals opgeroepen om de erfaanvallen publiekelijk te veroordelen maar dat werd altijd genegeerd. Tot in april 2010 toenmalig president Jacob Zuma opriep tot kalmte. na de veelbesproken moord op politicus Eugène Terre'Blanche.

### ANC-regering
Volgens de ANC-regering zijn rooftochten de verklaring voor de erfaanvallen en -moorden omdat dit de makkelijkste manier zou zijn om geld en waardevolle spullen te stelen. Veel daders denken blijkbaar dat boeren grote geldbedragen en wapens op hun boerderijen bewaren en volgens officiële politieverslagen wordt de overgrote meerderheid van boerderijaanvallen nog steeds toegeschreven aan roof.
De minister van Politie, Nathi Mthethwa , heeft gezegd dat erfaanvallen niet racistisch zijn:
"Misdaad is misdaad. Dit heeft geen kleur of voorkeur. Deze kwestie houdt niet verband met ras of politiek. Dit zijn gewoon misdaden tegen Zuid-Afrikanen en de regering moet alles doen om dit te verhoeden – of dit door een werker, werkgever of vreemdeling gepleegd is – wij onderzoeken dit."
Ook verwerpt de regering de veronderstellingen dat erfaanvallen en –moorden op boeren een onderliggende politieke motivering zouden hebben en mogelijk verband zouden houden met de beoogde landhervorming. Op 24 augustus 2010 heeft de ANC-regering de aantijgingen van Afrikaner-genocide als "onzin" bestempeld.
Daarnaast probeert de regering het 'fenomeen" rond de erfaanvallen en de berichten hieromtrent als rechtse propaganda af te schilderen.
Verder heeft de Zuid-Afrikaanse regering bijna twee weken na de moord op Eugène Terre'Blanche fel kritiek geuit op de erfaanvallen en -moorden. Ook zei de minister van Landbouw, Visserij en Bosbouw – Tina Joemat-Petterson – dat veiligheid van de erven de hoogste prioriteit moet krijgen.

## Statistieken

### Officieel
De politie noteerde een stijging van het aantal erfaanvallen van 327 in 1991 naar 1011 in 2001 en van het aantal effectieve erfaanvallen van 66 in 1991 naar 147 in 2001. Bij de 1011 incidenten in 2001 vielen er 1398 slachtoffers, waarvan er 147 of 10,5% overleed. 12,3% van de vrouwelijke slachtoffers werd verkracht, hiervan was 71% zwart. Het totaal van 1398 slachtoffers in 2001 bestond voor 61,6% uit blanken, 33,6% uit zwarten, 4,4% uit Aziaten en 0,7% uit kleurlingen.
Sinds 2007 worden er geen officiële statistieken meer bijgehouden over de aanvallen en moorden op de boerengemeenschap. In 2010 hebben ze eerdere fouten in hun statistieken erkend.

### Niet officieel
Er zijn twee niet-officiële en niet-onpartijdige organisaties die de aanvallen en moorden op de boerenbedrijven wel bijhouden:
- De boerenbond Agri SA, die de belangen van de boerengemeenschap behartigt.[16]
- De Pro Afrikaanse Aksie Groep (PRAAG), die opkomt voor de belangen van de Afrikaners en voor de Afrikaanse taal.

Onderstaande lijst komt van de website projek2010.co.za en is bijgewerkt tot 31 december 2014.
- 1994 - 35
- 1995 - 53
- 1996 - 36
- 1997 - 72
- 1998 - 97
- 1999 - 61
- 2000 - 78
- 2001 - 76
- 2002 - 83
- 2003 - 65
- 2004 - 61
- 2005 - 59
- 2006 - 101
- 2007 - 119
- 2008 - 116
- 2009 - 147
- 2010 - 153
- 2011 - 120
- 2012 - 144
- 2013 - 145
- 2014 - 149

## Monument
Tegen de hellingen van de Ysterberg, tussen Polokwane (het voormalige Pietersburg) en Potgietersrus, is een monument opgericht door Afrikaners om de dodelijke slachtoffers te herdenken. Het werd opgericht op 16 juni 2004. De Afrikaanse naam van het monument is het Witkruismonument. Daar zijn 1.600 kruizen opgericht voor de slachtoffers uit de jaren 1991 tot 2004. In 2011 kwamen er nog 2.000 kruizen bij en bestaat het monument uit 3.600 kruizen.

## “Schiet de Boer”-controverse
Het lied “Dubul'ibhunu”, oftewel “Schiet de Boer” is een van de oude anti-Apartheidsliederen van het ANC. Dit nummer ligt vooral erg gevoelig bij de Afrikaner boeren.
De oude liederen, die vele mensen kunnen kwetsen, worden over het algemeen niet meer gezongen. Echter Julius Malema, leider van de ANC-Jeugdliga, zong het lied in 2010 tijdens een politieke bijeenkomst van de ANC-Jeugdliga aan de Universiteit van Johannesburg. Dit zorgde voor veel ophef, mede omdat hij toen een relatief hoge functie had. Op 1 april 2010 werd het door de rechter van het Hooggerechtshof in Pretoria verboden om het lied te zingen; dit bevel is geldig tot de eerste dag waarop de zaak behandeld wordt door het Gelijkheidshof in Zuid-Afrika. De zaak is nu (op 4 november 2010) nog niet begonnen. Malema hield zich echter niet aan de uitspraak van de rechter, en zong het lied drie dagen later tijdens een bezoek aan Zimbabwe, met de reden dat “het hofbevel in Zimbabwe niet van toepassing is.” De controverse bereikte een kookpunt toen op 10 april 2010 – vlak na de moord op Eugène Terre'Blanche – vier gewapende mannen een boerderij in Bynespoort, ten oosten van Pretoria, binnendrongen en schreeuwden: "Sterf! Viva, Malema!"
Na veel druk, ook vanuit de ANC-regering, waaronder van president Jacob Zuma heeft Malema zijn lied aangepast. Hij zingt nu "Zoen de boer, zoen de boer", gevolgd door "Schiet die lafaard".
Op 12 september 2011 werd Malema (ook na het aanpassen van het lied) veroordeeld door de rechtbank in Johannesburg voor haat zaaien. De rechter bevestigde de uitspraak van de Zuid-Afrikaanse Menseregtekommissie dat het lied "Skiet die Boer" aanzet tot haat jegens blanke boeren.

## Film
In 2015 werd de film Treurgrond gemaakt waarin wordt afgebeeld wat een invloed de plaasmoorde kunnen hebben op de hele boerengemeenschap.
In 2018 is ook de documentaire Farmlands uitgekomen van Canadese activiste en journaliste Lauren Southern. Hierin deed ze ook onderzoek naar de erfaanvallen in Zuid-Afrika.